# Sphagnum rio-negrense
Sphagnum rio-negrense är en bladmossart som beskrevs av H. Crum 1997. Sphagnum rio-negrense ingår i släktet vitmossor, och familjen Sphagnaceae. Inga underarter finns listade i Catalogue of Life.